# Gustave Lanson

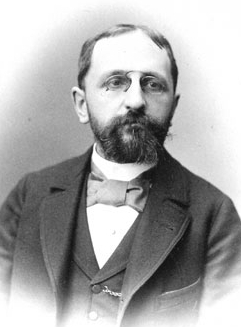
Gustave Lanson

Gustave Lanson (* 5. August 1857 in Orléans; † 15. Dezember 1934 in Paris) war ein französischer Romanist und Literaturwissenschaftler.

## Leben und Werk

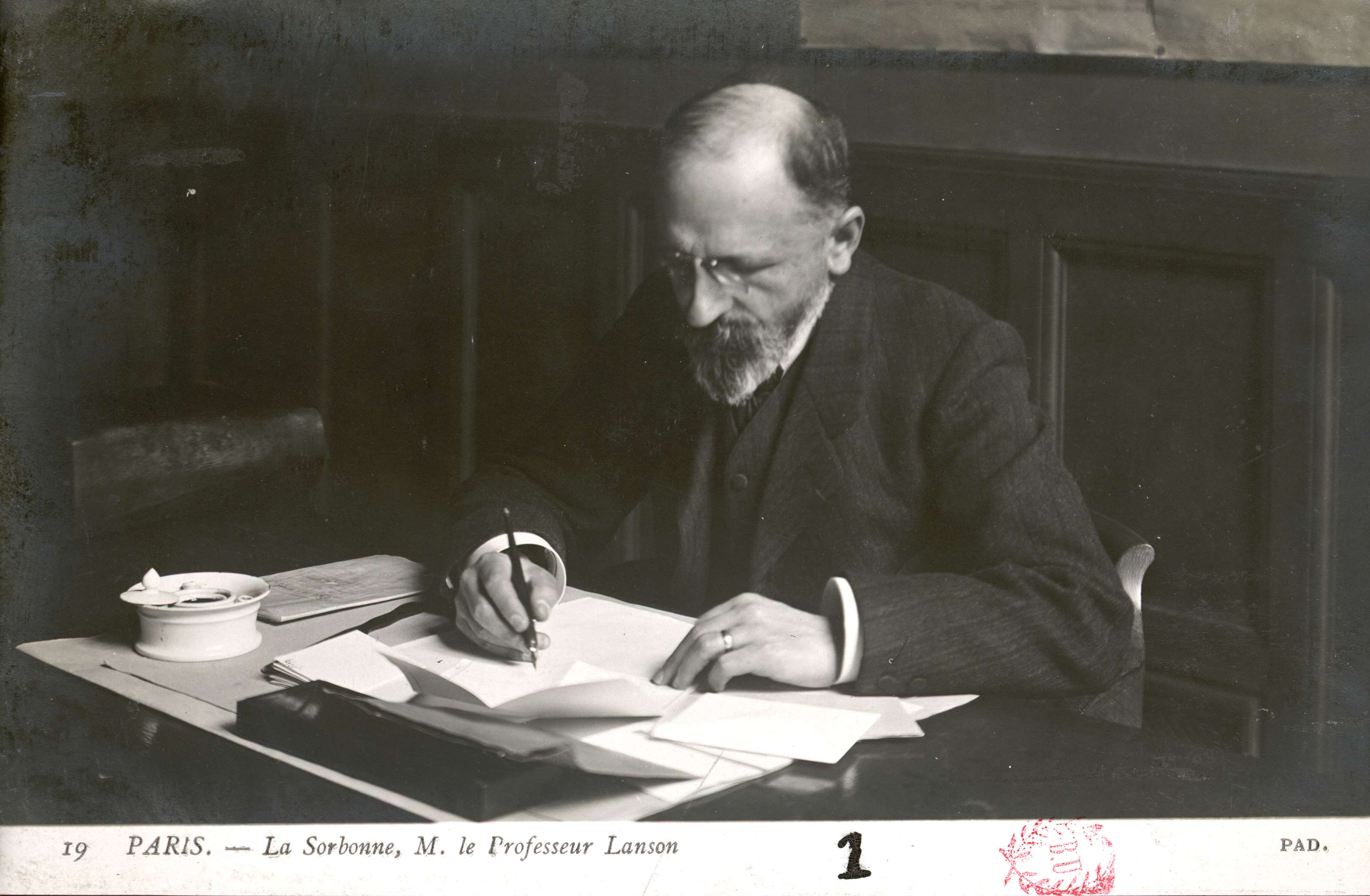
Gustave Lanson (Bibliothèque de la Sorbonne, NuBIS)

Lanson absolvierte 1879 die Agrégation und war Gymnasiallehrer in Bayonne, Moulins, Rennes, Toulouse und Paris (Lycée Charlemagne). Von 1886 bis 1887 war er Hauslehrer am Zarenhof. 1887 habilitierte er sich mit den beiden Thèses Nivelle de La Chaussée et la comédie larmoyante (1903 u. d. T. Les Origines du drame contemporain, auch Genf 1970) und  De Manilio poeta ejusque ingenio und wurde Rhetorikprofessor am Lycée Michelet, Lycée Charlemagne und schließlich 1894 am Lycée Louis-le-Grand. 1904 wurde er Professor für Beredsamkeit an der Sorbonne, lehrte 1911 an der Columbia-Universität in New York und war von 1919 bis 1927 Direktor der Eliteuniversität ENS. Die Académie royale de Belgique (Classe des Lettres et des Sciences morales et politiques) nahm ihn 1919 als auswärtiges Mitglied auf.
Berühmt wurde seine französische Literaturgeschichte (frz. Histoire de la littérature française) von 1894, die bis 1985 zahlreiche Auflagen erlebte. Ihm gelang damit ein Standard-Handbuch im Geiste des Positivismus. Lanson gilt als Vater der Explication de texte.

## Werke
- Briefe des alten Frankreich. (übertr. von Werner Langer), Dieterich, Leipzig 1941.
- Principes de composition et de style, Paris 1887, u. d. T. Conseils sur l’art d’écrire. Paris 1890.
- Bossuet. Etude et analyse, Paris 1891.
- Boileau. Paris 1892.
- Histoire de la littérature française. Paris 1894, (Neuauflagen bis 1985)
- Hommes et livres. Etudes morales et littéraires, Paris 1895, Genf 1979.
- Études pratiques de composition française. Paris 1898.
- Corneille. Paris 1898.
- L'université et la société moderne, Paris 1902.
- L’Art de la prose. Paris 1909 (zuerst 1905–1907 In: Annales), 1968, Paris 1996.
- Manuel bibliographique de la littérature française moderne (1500-1900). 5 Bde., Paris 1909–1914, 2. Auflage. 1921; CD-ROM, Saint-Cloud 2007.
- Voltaire. Paris 1910, éd. revue et mise à jour par René Pomeau, Paris 1960.
- Trois mois d'enseignement aux États-Unis, notes et impressions d'un professeur français, Paris 1912, 2. Auflage. 1914.
- Les Études sur la littérature française moderne. Paris 1915.
- Esquisse d’une histoire de la tragédie française. Paris 1920, 1954.
- Histoire illustrée de la littérature française. 2 Bde., Paris 1922.
- Méthodes de l’histoire littéraire. Paris 1925, Genf 1979.
- L'idéal français dans la littérature de la Renaissance à la Révolution, Paris 1927.
- (zusammen mit Paul Tuffrau, 1887–1973) Manuel illustré d'histoire de la littérature, Paris 1929, 735 S.
- Le Marquis de Vauvenargues. Paris 1930, 1970.
- Les Essais de Montaigne. Etude et analyse, Paris 1930, 1958.
- Montesquieu. Paris 1932.
- Essais de méthode, de critique et d'histoire littéraire, rassemblés et présentés par Henri Peyre, Paris 1965.